# Chikka Mannapur, Yelbarga
Chikka Mannapur là một làng thuộc tehsil Yelbarga, huyện Koppal, bang Karnataka, Ấn Độ.